# Debbie Chazen
Deborah Chazen, detta Debbie (Londra, 1º settembre 1971), è un'attrice inglese.
Ha studiato all'università di Manchester e alla London Academy of Music and Dramatic Art, prima di debuttare in televisione nel 1997. Ha recitato in diverse serie TV di successo e nel 2017 è stata candidata al Laurence Olivier Award alla migliore attrice in un musical per la sua performance in The Girls al Phoenix Theatre di Londra.

## Filmografia parziale

### Cinema
- Topsy-Turvy - Sotto-sopra (Topsy-Turvy), regia di Mike Leigh (1999)
- Red Joan, regia di Trevor Nunn (2018)

### Televisione
- L'ispettore Barnaby (Midsomer Murders) - serie TV, episodi 2x02-11x04 (1999-2008)
- Casualty - serie TV, 1 episodio (2000)
- Holby City - serie TV, 13 episodi (2002-2019)
- Doctors - serie TV, 13 episodi (2005-2010)
- Doctor Who - serie TV, 1 episodio (2007)
- Psychoville - serie TV, 4 episodi (2009)
- Coronation Street - serie TV, 5 episodi (2010-2011)
- Sherlock - serie TV, 1 episodio (2014)
- The Last Kingdom - serie TV, 6 episodi (2018-2020)